# Chaebol
En chaebol är ett stort sydkoreanskt industriellt konglomerat som drivs och kontrolleras av en individ eller familj. En chaebol består ofta av flera diversifierade dotterbolag, kontrollerade av en person eller grupp. Ett flertal stora sydkoreanska familjekontrollerade företagsgrupper faller under denna definition. Termen förekom första gången i engelsk text år 1972.
Chaebol har också spelat en betydande roll i sydkoreansk politik. År 1988 kandiderade Chung Mong-joon, medlem av en chaebol-familj och ordförande för Hyundai Heavy Industries, framgångsrikt till Sydkoreas nationalförsamling. Andra företagsledare valdes också till ledamöter i nationalförsamlingen genom proportionell representation. Hyundai har gjort ansträngningar för att förbättra relationerna med Nordkorea, trots en del kontroverser. Många sydkoreanska familjeägda chaebol-företag har kritiserats för låga utdelningar och andra styrningsmetoder som gynnar kontrollerande aktieägare på bekostnad av vanliga investerare.

## Etymologi
"Chaebol" härstammar från McCune–Reischauer-systemets transkription av det koreanska ordet 재벌 (chaebŏl), utan kort tecknet ovanför o. År 2000 införde det sydkoreanska turistministeriet ett nytt system för att konvertera det koreanska språket till det latinska alfabetet som kallas reviderad romanisering av koreanska. I den nya translitterationsstilen skrivs 재벌 som jaebeol, inte chaebol. Trots att McCune–Reischauer till stor del övergetts i Sydkorea skrivs termen fortfarande oftast som chaebol.
Ordet härstammar från den kinesisk-japanska termen zaibatsu (財閥), där財betyder 'rikedom' och閥betyder 'klan'. De japanska zaibatsu dominerade deras ekonomi från 1868 tills de upplöstes under den amerikanska ockupationen av Japan 1945. Uppkomsten och spridningen av den koreanska chaebolen liknar den japanska zaibatsu när den var som vanligast.
Ordet har lånats in till engelskan sedan åtminstone 1972.

## Historia

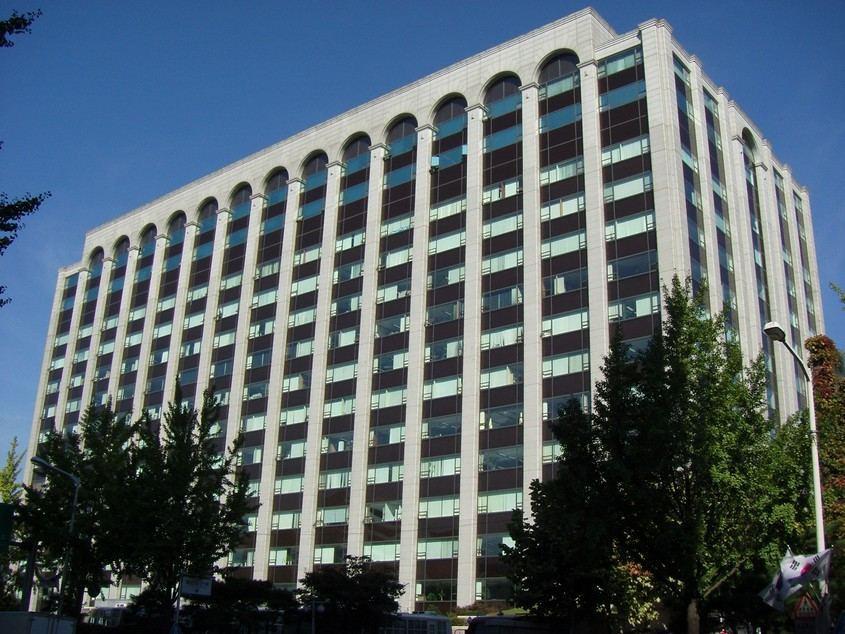
Hyundais tidigare huvudkontor i Seoul

Sydkoreas ekonomi var liten och huvudsakligen jordbruksbaserad långt in i mitten av 1900-talet. President Park Chung-hees politik stimulerade dock efter sitt maktövertagande 1961 en snabb industrialisering genom att främja stora företag. Regeringens första femåriga ekonomiska plan fastställde en industripolitik för nya investeringar, och chaebolerna skulle garanteras lån från banksektorn. Chaebolen spelade en nyckelroll i utvecklingen av nya industrier, marknader och exportproduktion, vilket bidrog till att göra Sydkorea till en av de fyra asiatiska tigrarna.
Även om Sydkoreas stora industriprogram inte började förrän i början av 1960-talet, hittades ursprunget till landets entreprenörselit i 1950-talets politiska ekonomi. Väldigt få koreaner ägde eller ledde större företag under den japanska kolonialtiden. Efter att japanerna lämnat landet 1945 förvärvade några koreanska affärsmän tillgångarna i några av de japanska företagen, av vilka flera växte till chaebols på 1990-talet.
Den japanska kolonialregeringen försökte ibland kooptera lokala affärsmän, och rika individer var ofta kopplade till markägande, och en betydande minoritet av industrierna ägdes gemensamt av japanska och koreanska företag. Några koreanska chaeboler, såsom Kyungbang, uppstod under denna tid.
Företagen, liksom vissa andra firmor som bildades i slutet av 1940-talet och början av 1950-talet, hade nära kopplingar till Syngman Rhees Första republik, som varade från 1948 till 1960. Det är bekräftat att många av dessa företag fick specialbehandling från regeringen i utbyte mot provisioner och andra betalningar.
När militären tog över regeringen 1961 tillkännagav dess ledare att de skulle utrota den korruption som hade plågat Rhee-administrationen och eliminera "orättvisa" från samhället. Några ledande industrialister arresterades och åtalades för korruption, men den nya regeringen insåg att den skulle behöva hjälp av entreprenörer om regeringens ambitiösa planer på att modernisera ekonomin skulle kunna uppfyllas. En kompromiss nåddes, enligt vilken många av de anklagade företagsledarna betalade böter till regeringen. Därefter ökade samarbetet mellan företags- och regeringschefer för att modernisera ekonomin.
Samarbete mellan regeringen och chaebolerna var avgörande för den efterföljande ekonomiska tillväxten och framgångarna som började i början av 1960-talet. Driven av det akuta behovet av att vända ekonomin bort från konsumtionsvaror och lätta industrier till tunga, kemiska och importersättningsindustrier, förlitade sig politiska ledare och regeringsplanerare på chaebolledarnas idéer och samarbete. Regeringen tillhandahöll ritningarna för industriell expansion; chaebolerna förverkligade planerna. Den chaebolledda industrialiseringen accelererade dock den monopolistiska och oligopolistiska koncentrationen av kapital och ekonomiskt lönsamma aktiviteter i händerna på ett begränsat antal konglomerat.
Park använde chaebol som ett medel för ekonomisk tillväxt. Export uppmuntrades, vilket upphävde Rhees politik att vara beroende av import. Prestationskvoter fastställdes.
Chaebolerna kunde växa på grund av två faktorer: utländska lån och särskilda förmåner. Tillgång till utländsk teknologi var också avgörande för chaebolens tillväxt under 1980-talet. Under täckmantel av "styrd kapitalism" valde regeringen ut företag för att genomföra projekt och kanaliserade medel från utländska lån. Staten garanterade återbetalning om ett företag inte skulle kunna betala tillbaka sina utländska fordringsägare. Ytterligare lån beviljades från inhemska banker. I slutet av 1980-talet dominerade chaeboler industrisektorn och var särskilt vanliga inom tillverkning, handel och tung industri.
Chaebols upplevde en stor tillväxt med början i början av 1960-talet i samband med expansionen av sydkoreansk export. Tillväxten berodde på produktionen av en mångfald av varor snarare än bara en eller två produkter. Innovation och viljan att utveckla nya produktlinjer var avgörande. På 1950-talet och början av 1960-talet koncentrerade sig chaebolerna på peruker och textilier; i mitten av 1970- och 1980-talen hade tung industri, försvarsindustri och kemisk industri blivit dominerande. Medan dessa aktiviteter var viktiga i början av 1990-talet, skedde verklig tillväxt inom elektronik- och högteknologiindustrin. Chaebols var också ansvariga för att vända handelsunderskottet 1985 till ett handelsöverskott 1986. Bytesbalansen minskade dock från mer än 14 miljarder USD år 1988 till 5 miljarder USD år 1989.
Chaebols fortsatte sin explosiva tillväxt på exportmarknaderna under 1980-talet. I slutet av 1980-talet hade de blivit ekonomiskt oberoende och trygga, vilket eliminerade behovet av ytterligare statligt sponsrad kredit och stöd.
På 1990-talet var Sydkorea ett av de största nyligen industrialiserade länderna och skröt om en levnadsstandard som var jämförbar med industrialiserade länder.

Tidigare huvudkontor för den nedlagda Daewoo- gruppen, en gång det näst största konglomeratet i Sydkorea

President Kim Young-sam började utmana chaebol, men det var inte förrän under den asiatiska finanskrisen 1997 som systemets svagheter blev allmänt förstådda. Av de 30 största chaebolerna kollapsade 11 mellan juli 1997 och juni 1999. Ursprungligen orsakades krisen av ett kraftigt fall i valutans värde och ledde till omedelbara problem med kassaflödet som behövdes för att betala utlandsskulder; de lägre kostnaderna hjälpte dock i slutändan de starkare chaebolerna att expandera sina varumärken till västerländska marknader. Ändå visade sig nedgången på närliggande exportmarknader i Sydostasien, som hade drivit på tillväxten genom att dra på sig stora skulder, vara ödesdiger för många. De återstående chaebolerna blev också mycket mer specialiserade i sitt fokus. Till exempel, med en befolkning rankad som 26:e i världen, hade landet före krisen sju stora biltillverkare. Efteråt förblev endast två stora tillverkare intakta, även om ytterligare två fortsatte, i mindre kapacitet, under General Motors och Renault. Chaebols skulder var inte bara till statliga industribanker utan även till oberoende banker och deras dotterbolag inom finansiella tjänster. Omfattningen av skulderna innebar att bankerna varken kunde utmäta eller skriva av dåliga lån utan att själva kollapsa, så misslyckandet med att betala dessa skulder orsakade snabbt en systemisk bankkris, och Sydkorea vände sig till IMF för hjälp. Det mest spektakulära exemplet kom i mitten av 1999, med kollapsen av Daewoo-koncernen, som hade cirka 80 miljarder USD i obetalda skulder. Vid den tidpunkten var det den största företagskonkursen i historien.
Utredningar avslöjade också utbredd korruption i chaebol, särskilt bedräglig bokföring och mutor.
Sydkorea återhämtade sig dock snabbt från krisen, och det mesta av skulden för de ekonomiska problemen flyttades till IMF. De återstående chaebolerna har vuxit avsevärt sedan krisen, men de har bibehållit betydligt lägre skuldsättningsnivåer.
År 2019 var intäkterna för den största chaebolen, Samsung, värda cirka 17 % av Sydkoreas BNP och företaget innehade miljarder dollar i kontanter. År 2023 var intäkterna för de fyra största chaebolerna (Samsung, SK, Hyundai och LG) värda 40,8 % av Sydkoreas BNP, och de trettio största chaebolerna var värda 76,9 % av BNP.
Emellertid visade dessa chaebols senaste finansiella rapporter att chaebols sakta förlorar makt på grund av antingen internationell konkurrens eller interna störningar från nystartade startups. Nettovinsten/intäkterna för Sydkoreas största konglomerat minskade från 2012 till 2015. 

## Rankning
Rankning av Chaeboler per den 1 maj 2025
Tillgångar mätta i biljoner won
| 2025 Rank                                                                                     | 2024 Rank | Förändring | Grupp namn                          | Representant     | Dotterbolag 2025 | Dotterbolag 2024 | Tillgångar 2025 | Tillgångar 2024 |
| Chaebols med begränsad garanti (företag med tillgångar som överstiger 0,5 % av Sydkoreas BNP) |           |            |                                     |                  |                  |                  |                 |                 |
| 1                                                                                             | 1         | 0          | Samsung                             | Lee Jae-yong     | 63               | 63               | 589.1           | 571.4           |
| 2                                                                                             | 2         | 0          | SK                                  | Chey Tae-won     | 198              | 219              | 363             | 352.1           |
| 3                                                                                             | 3         | 0          | Hyundai Motor                       | Chung Eui-sun    | 74               | 70               | 306.6           | 297.4           |
| 4                                                                                             | 4         | 0          | LG                                  | Koo Kwang-mo     | 63               | 60               | 186.1           | 180.5           |
| 5                                                                                             | 6         | 1↑         | Lotte                               | Shin Dong-bin    | 92               | 96               | 143.3           | 139             |
| 6                                                                                             | 5         | 1↓         | POSCO                               | POSCO            | 49               | 47               | 137.8           | 133.7           |
| 7                                                                                             | 7         | 0          | Hanwha                              | Kim Dong-kwan    | 119              | 108              | 125.7           | 122             |
| 8                                                                                             | 8         | 0          | HD현대                              | Chung Mong-joon  | 32               | 29               | 88.7            | 86.1            |
| 9                                                                                             | 10        | 1↑         | NongHyup                            | NongHyup         | 56               | 54               | 80.1            | 77.7            |
| 10                                                                                            | 9         | 1↓         | GS                                  | Huh Chang-soo    | 98               | 99               | 79.3            | 76.9            |
| 11                                                                                            | 11        | 0          | Shinsegae                           | Chung Yong-jin   | 59               | 53               | 63.9            | 61.9            |
| 12                                                                                            | 14        | 2↑         | Hanjin                              | Walter Cho       | 42               | 34               | 58.2            | 56.4            |
| 13                                                                                            | 12        | 1↓         | KT                                  | KT               | 47               | 48               | 46.3            | 44.9            |
| 14                                                                                            | 13        | 1↓         | CJ                                  | Lee Jay-hyun     | 66               | 73               | 39.4            | 38.2            |
| 15                                                                                            | 16        | 1↑         | LS                                  | Koo Ja-eun       | 72               | 67               | 36              | 34.9            |
| 16                                                                                            | 15        | 1↓         | Kakao                               | Kim Beom-soo     | 115              | 128              | 34.8            | 33.8            |
| 17                                                                                            | 20        | 3↑         | HMM                                 | HMM              | 4                | 5                | 33.5            | 32.4            |
| 18                                                                                            | 17        | 1↓         | Doosan                              | Park Jeong-won   | 24               | 22               | 28.2            | 27.3            |
| 19                                                                                            | 18        | 1↓         | DL                                  | Lee Hae-wook     | 45               | 45               | 27              | 26.2            |
| 20                                                                                            | 21        | 1↑         | Jeungheung                          | Jeong Chang-seon | 51               | 53               | 26.7            | 25.9            |
| 21                                                                                            | 19        | 2↓         | Celltrion                           | Seo Jung-jin     | 9                | 8                | 26.7            | 25.9            |
| 22                                                                                            | 23        | 1↑         | Naver                               | Lee Hae-jin      | 45               | 54               | 25.5            | 24.7            |
| 23                                                                                            | 25        | 2↑         | S-Oil                               | S-Oil            | 2                | 2                | 24.5            | 23.8            |
| 24                                                                                            | 22        | 2↓         | Mirae-Asset                         | 미래에셋         | 28               | 30               | 23.5            | 22.8            |
| 25                                                                                            | 27        | 2↑         | Coupang                             | Coupang          | 16               | 13               | 22.3            | 21.6            |
| 26                                                                                            | 24        | 2↓         | Hyundai Department Store            | 현대백화점       | 24               | 27               | 22.3            | 21.6            |
| 27                                                                                            | 49        | 22↑        | Hankook &amp; Company               | Jo Yang-Rae      | 25               | 24               | 21.5            | 20.9            |
| 28                                                                                            | 26        | 2↓         | Booyoung                            | Lee Joong-geun   | 21               | 21               | 21.5            | 20.8            |
| 29                                                                                            | 32        | 3↑         | Young Poong                         | Jang Hyung-jin   | 30               | 28               | 20.9            | 20.3            |
| 30                                                                                            | 29        | 1↓         | Harim                               | Kim Hong-guk     | 43               | 45               | 20              | 19.4            |
| 31                                                                                            | 33        | 2↑         | Hyosung                             | Cho Hyun-joon    | 60               | 57               | 19.8            | 19.2            |
| 32                                                                                            | 38        | 6↑         | Sinokor                             | Jeong Tae-soon   | 28               | 27               | 19.5            | 18.9            |
| 33                                                                                            | 30        | 3↓         | SM                                  | Woo Oh-hyun      | 58               | 58               | 18.3            | 17.8            |
| 34                                                                                            | 31        | 3↓         | HDC                                 | Chung Mong-gyu   | 34               | 35               | 17.5            | 17              |
| 35                                                                                            | 34        | 1↓         | Hoban                               | Kim Sang-yeol    | 40               | 39               | 16.9            | 16.4            |
| 36                                                                                            | 53        | 17↑        | Dunamu                              | Dunamu           | 11               | 12               | 15.9            | 15.4            |
| 37                                                                                            | 36        | 1↓         | KT&amp;G                            | KT&amp;G         | 17               | 14               | 15.7            | 15.3            |
| 38                                                                                            | 40        | 2↑         | Kolon                               | Lee Woong-yeol   | 45               | 48               | 15.2            | 14.7            |
| 39                                                                                            | 37        | 2↓         | KCC                                 | Jeong Mong-jin   | 13               | 14               | 15              | 14.5            |
| 40                                                                                            | 35        | 5↓         | DB                                  | Kim Jun-ki       | 24               | 25               | 14.8            | 14.4            |
| 41                                                                                            | 43        | 2↑         | Nexon                               | Yoo Jeong-hyeon  | 23               | 19               | 14.5            | 14.1            |
| 42                                                                                            | 41        | 1↓         | OCI                                 | Lee Woo-hyun     | 24               | 24               | 13.8            | 13.4            |
| 43                                                                                            | 45        | 2↑         | LX                                  | Bon-Joon Koo     | 17               | 17               | 12.7            | 12.3            |
| 44                                                                                            | 44        | 0          | SEAH                                | Lee Soon-hyung   | 24               | 26               | 12.4            | 12              |
| 45                                                                                            | 46        | 1↑         | Netmarble                           | Bang Jun-hyuk    | 31               | 35               | 11.8            | 11.4            |
| 46                                                                                            | 48        | 2↑         | E-Land                              | Park Seong-su    | 32               | 31               | 11.6            | 11.3            |
| Publicly disclosed corporate group (Companies with assets exceeding 5 trillion won)           |           |            |                                     |                  |                  |                  |                 |                 |
| 47                                                                                            | 39        | 8↓         | Kyobo                               | Shin Chang-jae   | 16               | 14               | 11.1            | 10.8            |
| 48                                                                                            | 58        | 10↑        | GM Korea                            | GM Korea         | 3                | 3                | 10.8            | 10.5            |
| 49                                                                                            | 52        | 3↑         | Daokuwoom                           | Kim Ik-rae       | 45               | 48               | 10.4            | 10.1            |
| 50                                                                                            | 51        | 1↑         | Kumho                               | Park Chan-gu     | 16               | 14               | 10              | 9.7             |
| 51                                                                                            | 60        | 9↑         | Daebang                             | Gu gyo-un        | 41               | 42               | 10              | 9.7             |
| 52                                                                                            | 42        | 10↓        | Taeyoung                            | Yoon Seyoung     | 51               | 82               | 9.8             | 9.5             |
| 53                                                                                            | 54        | 1↑         | Samchully                           | Lee Man-deuk     | 33               | 47               | 9.7             | 9.4             |
| 54                                                                                            | 56        | 2↑         | KG                                  | Kwak Jae-sun     | 26               | 34               | 9.6             | 9.3             |
| 55                                                                                            | 47        | 8↓         | EcoPro                              | Lee Dong-chae    | 17               | 23               | 9.4             | 9.1             |
| 56                                                                                            | 57        | 1↑         | HL                                  | Chung Mong-won   | 15               | 13               | 9.3             | 9               |
| 57                                                                                            | 55        | 2↓         | Dongwon                             | Kim Namjeong     | 23               | 26               | 8.9             | 8.6             |
| 58                                                                                            | 59        | 1↑         | Amoraepacific                       | Suh Kyung-bae    | 15               | 13               | 8.7             | 8.4             |
| 59                                                                                            | 50        | 9↓         | Taekwang                            | Lee Ho-jin       | 20               | 20               | 8.7             | 8.4             |
| 60                                                                                            | 64        | 4↑         | Krafton                             | Chang Byung-gyu  | 9                | 8                | 8.5             | 8.3             |
| 61                                                                                            | 70        | 9↑         | 글로벌세아                          | Woonggi Kim      | 23               | 20               | 8.3             | 8               |
| 62                                                                                            | 61        | 1↓         | KAI                                 | KAI              | 4                | 4                | 8.1             | 7.9             |
| 63                                                                                            | 63        | 0          | MDM                                 | Moon Joo-hyun    | 19               | 15               | 8               | 7.8             |
| 64                                                                                            | 86        | 22↑        | Sono international                  | Park Chun-hee    | 25               | 23               | 7.4             | 7.2             |
| 65                                                                                            | 62        | 3↓         | Aekyung                             | Jang Young-shin  | 30               | 31               | 7.3             | 7.1             |
| 66                                                                                            | 67        | 1↑         | Dongkuk                             | Jang Se-ju       | 16               | 12               | 7.3             | 7.1             |
| 67                                                                                            | 66        | 1↓         | BS                                  | Lee Ki-seung     | 66               | 65               | 7.3             | 7               |
| 68                                                                                            | 65        | 3↓         | Samyang                             | Kim Yun          | 13               | 13               | 7.1             | 6.9             |
| 69                                                                                            | -         | New        | LIG                                 | Koo Bon-sang     | 18               | -                | 7.1             | 6.9             |
| 70                                                                                            | 69        | 1↓         | Joongang                            | Hong Seok-hyun   | 57               | 54               | 6.9             | 6.7             |
| 71                                                                                            | 72        | 1↑         | Eugene                              | Yoo Kyung-seon   | 63               | 60               | 6.8             | 6.6             |
| 72                                                                                            | 75        | 3↑         | Korea HC                            | Park Jeong-seok  | 26               | 24               | 6.7             | 6.5             |
| 73                                                                                            | 77        | 4↑         | BGF                                 | Hong Seok-jo     | 19               | 18               | 6.3             | 6.1             |
| 74                                                                                            | -         | New        | Daekwang                            | Cho Young-hoon   | 64               | -                | 6.1             | 5.9             |
| 75                                                                                            | 83        | 8↑         | Bando                               | Kwon Hong-sa     | 15               | 18               | 6.1             | 5.9             |
| 76                                                                                            | 78        | 2↑         | Dashin                              | Yang Hong-seok   | 84               | 117              | 6               | 5.9             |
| 77                                                                                            | 76        | 1↓         | Okay                                | Choi Yun         | 16               | 16               | 5.8             | 5.6             |
| 78                                                                                            | 79        | 1↑         | HiteJinro                           | Park Mun-deok    | 12               | 11               | 5.7             | 5.6             |
| 79                                                                                            | 80        | 1↑         | Nongshim                            | Shin Dong-won    | 22               | 23               | 5.6             | 5.5             |
| 80                                                                                            | 74        | 6↓         | DN                                  | Kim Sang-heon    | 7                | 8                | 5.6             | 5.5             |
| 81                                                                                            | 68        | 13↓        | Hyundai Marine &amp; Fire Insurance | Jeong Mong-yoon  | 14               | 13               | 5.6             | 5.4             |
| 82                                                                                            | 81        | 1↓         | Shinyoung                           | Jeong Chun-bo    | 32               | 33               | 5.6             | 5.4             |
| 83                                                                                            | 88        | 5↑         | Paradise                            | Jeon Philip      | 11               | 14               | 5.4             | 5.3             |
| 84                                                                                            | 71        | 13↓        | IS                                  | Gwon Hyuk-woon   | 32               | 36               | 5.4             | 5.2             |
| 85                                                                                            | 85        | 0          | Hybe                                | Bang Si-hyuk     | 12               | 15               | 5.4             | 5.2             |
| 86                                                                                            | 82        | 4↓         | Hansol                              | Jo Dong-gil      | 21               | 21               | 5.4             | 5.2             |
| 87                                                                                            | 84        | 3↓         | Sampyo                              | Jeong Do-won     | 28               | 33               | 5.3             | 5.2             |
| 88                                                                                            | -         | New        | Sajo                                | Joo Jin-woo      | 40               | -                | 5.3             | 5.1             |
| 89                                                                                            | 87        | 2↓         | Wonik                               | Lee Young-han    | 47               | 54               | 5.3             | 5.1             |
| 90                                                                                            | -         | New        | Bithumb                             | Lee Jeong-hoon   | 20               | -                | 5.2             | 5.1             |
| 91                                                                                            | -         | New        | EUKOR                               | EUKOR            | 2                | -                | 5.1             | 5               |
| 92                                                                                            | 73        | 19↓        | Youngone                            | Sung Gi-hak      | 20               | 50               | 5               | 4.9             |
| -                                                                                             | -         | Excluded   | Kumho Asiana                        | Park Sam-gu      | -                | 24               | -               | 17.4            |

## Bolagsstyrning

### Ledningsstruktur
Vissa chaeboler är ett stort företag medan andra har uppdelats i löst sammankopplade grupper av separata företag som delar ett gemensamt namn. Även i det senare fallet ägs, kontrolleras eller förvaltas nästan alltid var och en av samma familjegrupp.
Sydkoreas chaeboler jämförs ofta med Japans keiretsu-affärsgrupperingar, efterföljarna till zaibatsu från före kriget, men de har några stora skillnader: 
- Chaebols kontrolleras fortfarande till stor del av sina grundarfamiljer medan keiretsu kontrolleras av grupper av professionella managers. Chaeboler är dessutom mer familjebaserade och familjeorienterade än sina japanska motsvarigheter.
- Chaeboler har centraliserat ägande medan keiretsu är mer decentraliserade.
- Chaebols har oftare bildat dotterbolag för att producera komponenter för export medan stora japanska företag mestadels har övergått till att anlita externa entreprenörer.
- Den största strukturella skillnaden mellan koreanska chaeboler och japanska keiretsu är att chaeboler inte har anslutna banker för kreditåtkomst. De flesta var starkt beroende av statliga lån och lånegarantier under sina tidiga år, och de har fortfarande en närmare relation med regeringen än sina japanska motsvarigheter. Chaeboler är i stort sett förbjudna att äga privata banker, dels för att sprida risker och dels för att öka regeringens hävstångseffekt över bankerna inom områden som kreditallokering. År 1990 gjorde statliga regleringar det svårt för en chaebol att utveckla en exklusiv bankrelation, men efter de kaskadliknande kollapserna i slutet av 1990-talet var de något lättade. Keiretsu har historiskt sett arbetat med en ansluten bank, vilket ger de anslutna företagen nästan obegränsad tillgång till kredit, så de ekonomiska problem som japanerna har varit kända för är zombiebanker snarare än systemiska bankkriser. Många av de största keiretsu-företagen har dock diversifierat sina skuldsättningsmetoder, och försäljning av offentliga obligationer har blivit något vanligt.

Chaebol-modellen är starkt beroende av ett komplext system av sammankopplade ägarskap. Ägaren, med hjälp av familjemedlemmar, familjeägda välgörenhetsorganisationer och högre chefer från dotterbolag, behöver endast kontrollera tre eller fyra publika företag, som kontrollerar andra företag som kontrollerar dotterbolag. Ett bra exempel på denna praxis skulle vara ägaren till Doosan, som kontrollerade mer än 20 dotterbolag med endast mindre ägarintressen i cirka 5 företag.

### Ägande
Ordföranden för en typisk chaebol innehar en liten del av kapitalet i företagen under chaebolens stora paraply men har mycket makt i beslutsfattandet och kontrollerar all ledning. Till exempel äger Samsung 0,5 % av gruppens börsnoterade företag. Det visar på en svaghet i rättsstatsprincipen. Metoden som möjliggör denna typ av besittning kallas korsägande, vilket är en horisontell och vertikal struktur som förstärker ordförandens kontroll.

### Arbetsplatskultur
Den typiska kulturen i ett av dessa konglomerat är starkt paternalistisk. Mycket av miljön definieras av ordföranden som agerar som en "faderlig figur" för sina underordnade. Detta kan spåras tillbaka till infusionen av neokonfucianska värderingar som genomsyrar det koreanska samhället. En chaebol-chefs uppträdande gentemot sin anställd kan beskrivas som "kärleksfullt" samtidigt som han bibehåller "stränghet och en känsla av ansvar". Arbetare arbetar långa timmar, särskilt på helger och helgdagar, för att blidka sina överordnade. Företagsutflykter och drinkar tenderar att vara obligatoriska för att främja en känsla av familj och tillhörighet bland anställda. Arbetsgivare tror att ett stärkt gemensamt band mellan dem skulle leda till välstånd och produktivitet för företaget. Andra metoder som skulle vara ovanliga för västerländska arbetsplatser att ägna sig åt inkluderar att ge gåvor till anställda och arrangera dejter för arbetare som söker relationer eller äktenskap. 
Chaeboler är notoriskt hierarkiska. Det är därför ovanligt att en individ utmanar eller ifrågasätter sin chefs beslutsfattande. Denna dynamik bidrar till den kultur som kretsar kring den som har ansvaret, men kan leda till oönskade omständigheter. Till exempel ledde kraschen med Asiana flight 214 kritiker till att spekulera i att kulturella faktorer hindrade en pilot ombord från att avbryta lågfartslandningen och därmed avvika från sin överordnades order. Befordran är sällan meritbaserad. Snarare är det genom ålders- och tidsordningen som tillförs konglomeratet. Detta återspeglas i det faktum att de flesta chefer är betydligt äldre än sina anställda. Om en arbetstagare inte uppnår en chefsroll eller högre ledningsroll vid femtio års ålder tvingas han eller hon vanligtvis att säga upp sig. Återigen kan detta hänföras till åldershierarkidynamiken i den koreanska konfucianska kulturen. Ett typiskt företag betonar starkt lojalitet mot företaget, vilket framgår av den vanliga rekryteringsprocessen. Nyanställda genomgår en intensiv introduktion som inkluderar aktiviteter som träningsläger och att sjunga företagsunika sånger som upprepar företagets produktionsmål.

### Uppkomst och inflation
Ursprunget till chaebol-systemet i Sydkorea kommer som en följd av Koreakriget. Kriget resulterade i stor förstörelse och stoppade industriproduktionen, vilket ledde till att regeringen tryckte pengar för att betala för kriget och möta FN-styrkornas behov av den koreanska valutan.  vilket allt orsakade massinflation. Denna inflation orsakade att många råvarupriser fördubblades var sjätte månad.
Regeringen var tvungen att reagera och utarbetade därför en plan för att ge starka ekonomiska incitament till privata företag mellan 1960- och 1970-talen. Dessa inkluderade regeringens val att välja ut olika familjeföretag för att fördela incitamenten (importerade råvaror, råvaror, banklån). Effekten var omedelbar, och de flesta företagen blomstrade snabbt. Skyddet av nystartade företag gjorde det möjligt för dem att utvecklas på grund av den hårt reglerade marknaden, vilket hindrade utländska företag från att komma in. Många företag som inte tillhörde affärskretsen såg systemet som bristfälligt och korrupt. Korruptionsskandaler har inträffat regelbundet i alla chaeboler. Sådana händelser tyder på en form av "kompiskapitalism" som är vanlig i utvecklingsländer.

### Ansvarsskyldighet för transaktioner på den inre marknaden
Eftersom regeringen gav incitament för att hjälpa företag hade den stor kontroll över dem. Det fanns dock inget sätt att säkerställa att företagen skulle använda incitamenten effektivt och ändamålsenligt. Med andra ord fanns det inget externt övervakningssystem för att övervaka chaebolerna och säkerställa att de var effektiva i resursfördelningen. Alla företag genomför transaktioner på den interna marknaden, vilka utgör "köp och försäljning av insatsvaror, tillhandahållande och mottagande av lånesäkerheter samt tillhandahållande och mottagande av betalningsgarantier mellan medlemsföretag i en företagsgrupp". Det finns frågan om effektivitet, särskilt inom produktion och ledning. Därför var chaebolsystemet inte särskilt transparent. Bakom kulisserna försågs företag med dotterbolagsfinansiering och koncerninterna transaktioner. Detta gjorde det möjligt för dem att enkla låna för att täcka sina underskott, och före den asiatiska finanskrisen 1997 hade enorma skulder ackumulerats, varav många var dolda. Det gav illusionen att systemet blomstrade in på 1990-talet.

### Relationer med utländska investerare
Enligt Defense Language Institute Foreign Language Center drivs majoriteten av Sydkoreas ekonomi av export. Sydkorea är en av de ledande exportörerna i världen. Dessutom är majoriteten av investerarna på den koreanska aktiemarknaden utländska investerare. Av 711 börsnoterade företag på den koreanska aktiemarknaden har cirka 683 aktier som innehas av utländska investerare. Nästan en tredjedel av marknadens värde ägs av utlänningar, en trend som förväntas fortsätta.
På grund av sin stora roll på den koreanska aktiemarknaden spelar utländska investerare en enorm roll i huruvida chaebol-konglomerat förblir ekonomiskt framgångsrika eller inte. Utländska investerare tenderar att undvika chaebols, särskilt de som uppvisade stort politiskt inflytande i Sydkorea, som Samsung och Hyundai. Investerare är ovilliga att investera i stora företag med skillnader i kontroll- och ägarandel eftersom dessa företag tenderade att lura aktieägarna för att få högre personlig ekonomisk vinst. Denna information är oerhört hjälpsam, särskilt när det gäller att fastställa hur dessa korrupta konglomerat fortfarande får stort stöd, med tanke på att utländska investerare visar lite intresse för dem. En studie publicerad i Journal of the Japanese and International Economies fann dock att utländska investeringars beteendemönster förändrades drastiskt efter den asiatiska finanskrisen 1997. Medan utländska investerare gärna äger aktier i stora företag med höga vinst- och likviditetsmarginaler, visar de inget särskilt intresse för vare sig chaebol- eller icke-chaebol-företag. I januari 2025 hade många Chaebol-företag en hög andel utländska investerare, med Samsung Electronics 73 % och Hyundai Motors 50 % och SK Hynics 55,8 %. Ändå kan chaeboler fortfarande överleva, vilket visar hur mycket makt och hjälp de får från den koreanska regeringen.

### "För stor för att misslyckas"
Under den asiatiska finanskrisen 1997 fruktade bankirer att chaeboler skulle gå i konkurs, så de lät dessa företag förlänga sina lån varje gång de inte kunde betala tillbaka sina skulder. Många trodde inte att chaebolerna var kapabla att kollapsa och att ju mer de lånade, desto säkrare var de.
Teorin visade sig dock vara felaktig när många företag kollapsade under krisen. Eftersom de var sammankopplade genom skuldgarantier hamnade många av företagen i en kedjereaktion. Fokus på kapacitetsutbyggnad skapade skulder som var hanterbara när ekonomin växte. Men när ekonomin stagnerade blev skuldsättningsgraden ett stort problem.
Sedan krisen har chaebolerna haft mindre skulder och var mindre sårbara för liknande kriser, vilket visades under krisen 2008. Med tillväxten av de färre återstående chaebolerna upptar dock var och en av dem en större del av ekonomin, där de största chaebolerna utgör (i försäljningsintäkter) en betydande del av Sydkoreas BNP.

### Monopolistiskt beteende
Den protektionistiska politiken och den förmånliga statliga behandlingen gav chaebolerna möjligheten att uppvisa monopolistiskt beteende. Avsaknaden av en marknad fri från interventioner innebar att "verklig konkurrens" blev en sällsynthet i Sydkorea. Särskilt under tiden före den asiatiska finanskrisen 1997 var de enda produkter som var tillgängliga för det koreanska folket de som tillverkades av chaeboler. Därför saknade landets sociala struktur en välkomnande kultur gentemot entreprenörskap. Intensiteten och omfattningen av marknadskoncentrationen blev tydlig eftersom 80 % av landets BNP härrör från chaeboler. Den största i gruppen, Samsung, exporterar ensamt 20 % av Sydkoreas varor och tjänster. Även om dessa företag inte längre får ekonomiskt stöd från regeringen, har de uppnått stordriftsfördelar på en så massiv nivå att det är extremt svårt för en nystartad verksamhet eller ett litet eller medelstort företag (SMF) att övervinna de höga inträdesbarriärerna. En majoritet av dessa mindre företag blev slutligen uppköpta av chaebolerna, vilket ytterligare stärkte deras storlek och ekonomiska dominans. Under senare år har en växande trend att skala upp globalt ökat bland blivande koreanska entreprenörer. Omvänt har chaeboler också flyttat pengar utomlands med den sydkoreanska regeringens tysta stöd och investerat i kommersiella företag, särskilt i Koreatown på Manhattan i New York City.
Än idag dominerar chaeboler inom alla branscher. Sänkningar av tullar och avskaffandet av handelsregleringar som syftar till att skydda koreanska konglomerat har lett till ökad konkurrens från utlandet. Bland inhemska företag har dock chaebols behållit sin marknadsandel intakt. Framför allt pressade Apples inträde på smarttelefonmarknaden rivalen Samsung att diversifiera sina intäktsströmmar från utlandet. Alla utom 3 av de 50 största företagen som är noterade på den koreanska börsen är betecknade som chaeboler, och trots att chaeboler bara står för drygt 10 procent av landets anställda, innehar de fyra största chaebolerna 70 procent av det totala börsvärdet, och alla chaeboler innehar tillsammans 77 procent i slutet av 2010-talet. Följaktligen har chaeboler större förhandlingsstyrka och vidtar ofta prissättningsåtgärder som pressar både leverantörer och konsumenter. Vanligtvis misslyckas företagen längre ner i leveranskedjan med att öka sina vinstmarginaler tillräckligt för att expandera och ser därför aldrig tillväxt. Samarbete mellan chaeboler är vanligt. Prissättning innebär att konsumenter förväntar sig att betala ett uppblåst värde för de flesta varor och tjänster. Till exempel bötfälldes Samsung och LG Electronics år 2012 för att ha samarbetat för att höja priserna på hushållsapparater.

### Regeringsband, korruption och maktmissbruk

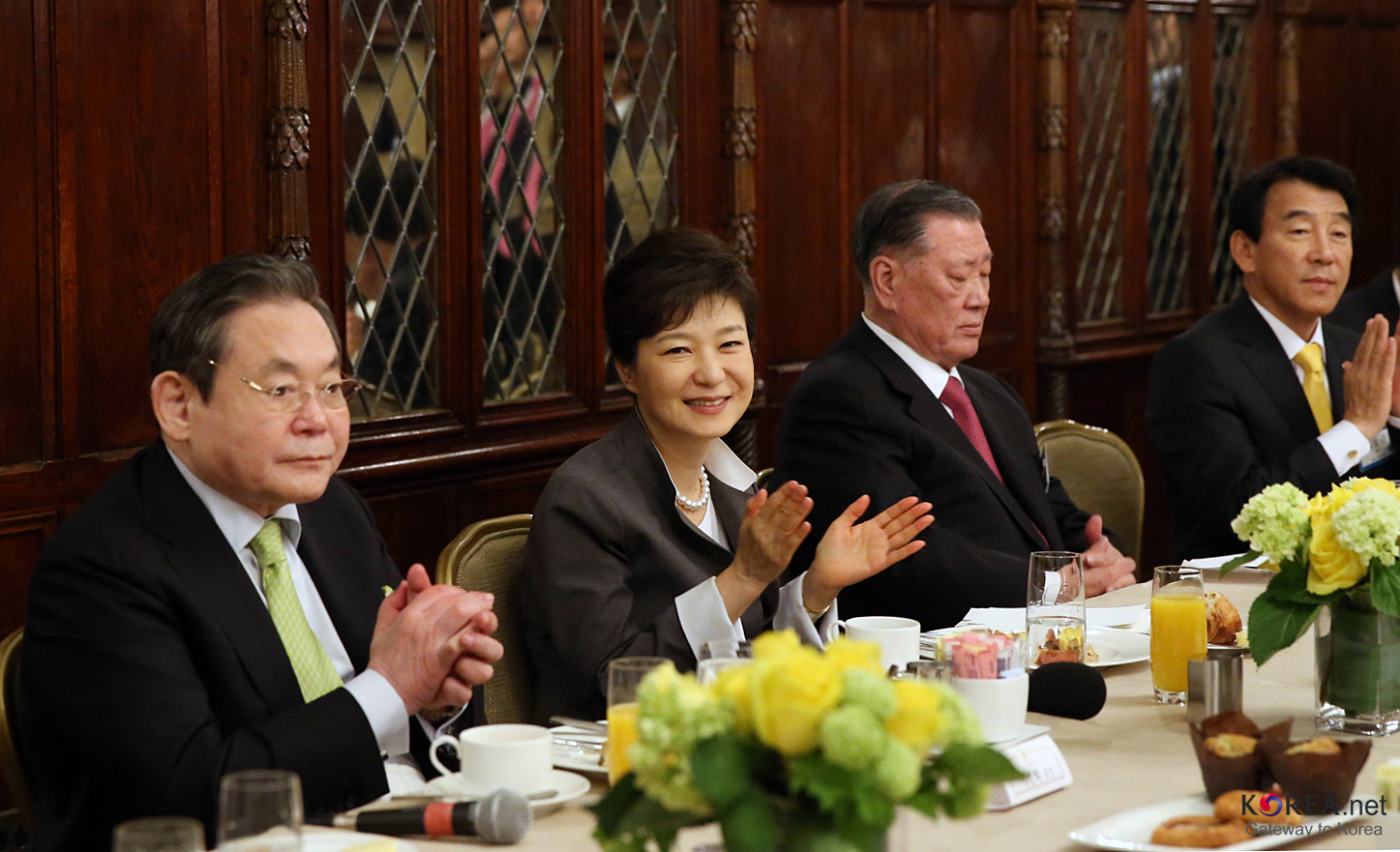
Sydkoreas president Park Geun-hye vid ett frukostmöte med affärsmagnaterna Lee Kun-hee och Chung Mong-koo

Sedan chaebols tillkomst har regeringen varit nära involverad i dess angelägenheter. Många av de reformer som har genomförts under åren, särskilt de under president Kim Dae-Jung, har slagit ner på mutor och förmånsbehandling. Dessutom är staten inte längre majoritetsägare i någon chaebol. Men deras stora storlek och rikedom har använts för att få inflytande. För det mesta ser regeringen chaebolernas funktion som avgörande för den koreanska ekonomin. När president Lee Myung-Bak tillträdde benådade han Samsung-koncernens ordförande Lee Kun-Hee för skatteundandragande. President Lee fortsatte sedan med att förespråka pro-chaebol-avtal, inklusive ett kärnenergikontrakt med staden Abu Dhabi, och lättade på lagar som hindrade konglomeraten från att äga finansiella tjänsteföretag. Samsungs ledare är inte den enda chaebol-ordföranden som har friats från en fällande dom. Choi Tae-Won från SK Group, Chung Mong-Koo från Hyundai, Kim Seung-Youn från Hanwha och Shin Dong-bin från Lotte är några exempel på ordförande som har åtalats, dömts eller för närvarande avtjänar fängelsestraff för ekonomisk brottslighet. Anklagelserna omfattar mutbrott, skatteundandragande, bokföringsbedrägeri, förskingring och våldsbrott. Vanligtvis benådas chaebol-ordförande. I det sällsynta fall att en chef döms till fängelse, som VD:arna för SK och CJ group, är det vanligtvis ett relativt lindrigt straff på upp till fyra år beroende på anklagelsen.
Samarbete mellan chaebol-medlemmar och regeringen gav företagen förmånsstatus. En chaebol skulle kanalisera mutor till politiker och byråkrater genom slush-fonder och olagliga donationer. Detta skulle kunna bidra till att behålla regeringens maktposition, vilket gör det möjligt för dem att säkra kontrakt för stora statliga projekt och ge givarföretaget en gynnsam behandling. Exempel på denna typ av korruption var utbredda under åren fram till den asiatiska finanskrisen 1997. Många av de företag som gynnades av detta samarbete var för skuldsatta, hade dålig bolagsstyrning och var ineffektiva. Det skedde ett enormt inflöde av kapital och en regleringsförändring till förmån för dessa problematiska företag. Hanbo Group, tidigare Sydkoreas näst största ståltillverkare, är ett bra exempel på detta. På 1990-talet betalade företaget för särskilda arrangemang med högt uppsatta politiker så att det kunde säkra kontrakt för stora statliga projekt framför sina konkurrenter. Hanbo gick i konkurs 1997 efter att ha misslyckats med skuldbetalningar tillsammans med andra styrningsproblem. Många chaebol-företag hade liknande privata avtal med regeringen på detta sätt. Det skulle vara vanligast i företag som arbetar med tung industri eller projekt som involverade statlig upphandling och stadsplanering. Tidigare vanns de flesta framgångsrika politiska val med stöd av chaebolerna. Varje gång en ny administration eller regim trädde in, inriktade den sin politiska plattform på en revitalisering av chaebolerna. Detta skedde under påståendet att för att vara en konkurrenskraftig ekonomi måste chaebolerna ges mer makt. Under senare år har de ledande politiska partierna i Sydkorea flyttat sitt fokus från att stödja stora företag till att främja ekonomisk diversifiering.

## Reformer
Olika reformer har föreslagits eller genomförts för att hantera det inflytande, den makt och den korruption som är förknippad med chaebolerna, även om det har ifrågasatts om verkliga reformer är möjliga.

### IMF-avtal
Under Kim Dae-jung och efter den asiatiska finanskrisen 1997 genomfördes många reformer av chaebolerna. De flesta av dessa förändringar gällde företagsstruktur, transparens i den finansiella rapporteringen, nedskärningar i statliga subventioner, bolagsstyrning och skuldstabilisering. År 1997 beviljade IMF ett räddningslån på 60 miljarder dollar, villkorat av en revidering. Krisdrabbade finansinstitut skulle stängas ner och de som ansågs livskraftiga skulle omstruktureras och rekapitaliseras enligt de nivåer som fastställdes. Detta påverkade chaebol eftersom det kraftigt begränsade dess enkla tillgång till finansiering, vilket ledde till överbelånade balansräkningar. Mildare redovisningspraxis och upplysningsregler skulle stärkas och standardiseras för internationell praxis. Därför ökades transparensen till vad som kan förväntas av ett publikt företag. Chaebolerna gick med på att vara underställda oberoende revisorer och var skyldiga att regelbundet tillhandahålla konsoliderade finansiella rapporter.

### Regeringsledda reformer och krisen 2008
Kim Dae-Jung antog vad som kallas "de fem principerna för bolagsstyrning". Dessa var ökad transparens i ledningen, stärkt ansvarsskyldighet mellan ägare och chef, avskaffande av korslånsgarantier mellan Chaebols dotterbolag, förbättring av kapitalstrukturer och konsolidering av kärnverksamhetsområden. I hans planer skulle skuldsättningsgraden vara under 200 %. Chaebols dotterbolag som var skuldtyngda eller på gränsen till konkurs instruerades att antingen likvideras, säljas eller fusioneras. Varje chaebol-innehavande grupp var tvungen att dela upp sina dotterbolag och verksamheter så att de blev mer hanterbara. Vid slutet av 1997 hade vart och ett i genomsnitt 26,8 dotterbolag. Man hoppades att om det fanns färre aktiviteter skulle kvaliteten på de återstående verksamheterna förbättras. Många grenar som inte var relaterade till deras kärnkompetenser försvann snabbt. Om något av konglomeraten inte uppfyllde villkoren inom de fastställda tidsfristerna skulle stränga sanktioner utdömas mot dem. Under finanskrisen 2008 säkerställde många av dessa reformer en snabb återhämtning för chaebolerna. Efter att ha upplevt en massiv recession tidigare lärde de sig att klara sig bättre än de i utlandet. Med betydligt hälsosammare balansräkningar och högre kassareserver kunde chaebolerna undvika likviditetsproblem. Dessutom, med färre dotterbolag, var de mindre exponerade för krisens fulla omfattning och bidrog därmed till att hålla den koreanska ekonomin flytande.
President Roh Moo Hyun drev på för ännu mer omfattande reformer. Hans administration antog stränga regler om bedräglig redovisning, aktiemanipulation och oregelbunden förmögenhetsarv. Chaebols tvingades att förbättra objektiviteten i sin styrelse. I stället för att beslutsfattarna skulle vara insiders, närstående bolag eller familjemedlemmar, förväntades chaebols ha en representation som återspeglade investerarnas intressen, särskilt minoritetsaktieägare som fick ett betydande antal rättigheter. Som ett resultat blev det lättare för chaeboler att skaffa kapital genom eget kapital snarare än genom mer riskfyllda skulder. Detta beror på att de nya transparenslagarna och omstruktureringen ökade investerarnas förtroende utifrån.

## Förordning
Vissa konkurrenslagar antogs för att försöka begränsa expansionen av chaebol:
- Lag för separat finansiering från industri (금산분리법): Chaebolerna kanske inte längre har banker sedan 1982
- Lag för investeringsgränsen (출자총액제한): En chaebols tillväxt genom fusioner och förvärv var begränsad fram till 2009
- Lag för gränsen för säkerhet (상호출자채무보증제한): Lagen försvarar insolvensen hos en chaebols dotterbolag

Formellt sett tillkännager Korea Fair Trade Commission en begränsad chaebol-lista varje år efter storleken på industriella tillgångar (exklusive finansiella företag).
- Utnämning: Koreas rättvisehandelskommission
- Inkludering: industrigrupper (tillgångar: 5 biljoner won eller mer)
- Undantag: bank- och finansgrupper

Chaebols med begränsad säkerhet (koreanska: 상호출자제한기업집단).
| År | Chaebols | Affiliates | Tillgångar                                                                   |
| --- | -------- | ---------- | ---------------------------------------------------------------------------- |
| 2007 | 62       | 1 196 Ent  | 979,7 biljoner won ( exklusive bank- och finansgrupp enligt sydkoreansk lag) |
| 2008 | 79       | 1 680 Ent  | 1 161,5 biljoner won (mer än 2 biljoner won)                                 |
| 2009 | 48       | 1 137 Ent  | 1 310,6 biljoner won (mer än 5 biljoner won)                                 |
| Samsung-koncernens totala tillgångar är 317 biljoner won, men FTC redovisar endast 174 biljoner won, vilket exkluderar de finansiella dotterbolagen. |          |            |                                                                              |

## Chaeboler efter kategori
Följande diagram listar chaeboler i ordning efter olika kategorier.
| Familjegrupp                   | Operativa grupper |
| ------------------------------ | --- |
| Lee Byung-chul familjegrupp    | Samsung-gruppen, Shinsegae-gruppen, CJ-gruppen, JoongAng-gruppen, BGF-gruppen, Hansol-gruppen och andra |
| Chung Ju-yung -familjen        | Hyundai Motor Group, Hyundai Heavy Industries Group, Hyundai Department Store Group, Hyundai Marine &amp; Fire, Hyundai Sungmoo Holding, Halla Group, HDC Group, HL Mando, KCC Corporation och andra |
| Koo In-hwoi- familjegruppen    | LG, GS Group, LS Group, LX Group, LIG Group, Ourhome Corp, LF Group, LT Group, Heesung Electronics och andra |
| Shin Kyuk-ho familjegrupp      | Lotte Group, Nongshim, Pulemil och andra |
| Familjegruppen Cho Choong-hoon | Hanjin-gruppen, Meritz Financial Group och andra |
| Park In-chon familjegrupp      | Kumho Asiana Group, Kumho Petrochemical, Kumho Tire och andra |
| Andra chaeboler                | SK Group, Hanwha Group, Doosan Group, Hankook, HiteJinro, POSCO, Amorepacific Corporation, E-Land Group, Kyobo Life Insurance, Samyang Group, KG Group, OCI Group, Hyosung Group, Daelim Group, Young Poong Group, Dongwon Group, DB Group, Kolon Industries, Taekwang Group, Seah Holdings, SeAh Steel Holdings, Dongkuk Steel, Aekyung Group, Eugene Group, Iljin Group, Booyoung Group, Harim Group, Taeyoung Engineering, Hoban Construction, etc. |

| Grupp                              | Antal dotterbolag | Stora företag                                                                                   |
| ---------------------------------- | ----------------- | ----------------------------------------------------------------------------------------------- |
| Samsung-gruppen                    | 60                | Elektronik, halvledare, batterier, IT-lösningar, bygg, varvsindustri, försäkring                |
| SK-gruppen                         | 186               | Energi, kemikalier, telekom, halvledare, batterier, handel, biofarmaceutiska produkter          |
| Hyundai Motor Group                | 57                | Bilar, bildelar, stål, bygg, logistik, kreditkort                                               |
| LG                                 | 73                | Elektronik, batterier, kemikalier, telekom, displayer, livsmedel, kosmetika                     |
| Lotte-gruppen                      | 85                | Detaljhandel, livsmedel, underhållning, hotell, kemikalier, bygg, turism                        |
| Hanwha-gruppen                     | 91                | Explosivämnen, flyg- och rymdindustrin, energi, försäkringar, kemikalier, hotell, byggbranschen |
| GS-gruppen                         | 93                | Energi, detaljhandel, hotell, bygg, handel                                                      |
| Hyundai Heavy Industries-koncernen | 36                | Varvsindustrin, teknik, tung industri, byggutrustning, energi, robotik                          |
| Shinsegae-gruppen                  | 53                | Detaljhandel, mat, hotell, underhållning, mode                                                  |
| CJ-gruppen                         | 85                | Livsmedel, detaljhandel, logistik, biofarmaceutiska produkter, underhållning                    |
| Hanjin Group                       | 33                | Flyg, logistik, transport, hotell, informationssystem, flygplatser                              |

| Enhet                                  | Moderbolag                     | Intäkter (KRW) | Totala tillgångar (KRW) | Branscher                                       |
| -------------------------------------- | ------------------------------ | -------------- | ----------------------- | ----------------------------------------------- |
| Samsung Electronics                    | Samsung Group                  | 279.6 trillion | 426.6 trillion          | Elektronik, halvledare, smartphones, apparater  |
| Samsung Life Insurance                 | Samsung Group                  | 35.1 trillion  | 341.4 trillion          | Försäkring                                      |
| Samsung C&amp;T                        | Samsung Group                  | 34.5 trillion  | 55.2 trillion           | Bygg, handel, hotell                            |
| Samsung Fire &amp; Marine Insurance    | Samsung Group                  | 24.4 trillion  | 94.9 trillion           | Försäkring                                      |
| Samsung SDI                            | Samsung Group                  | 13.6 trillion  | 25.8 trillion           | Batterier                                       |
| Samsung SDS                            | Samsung Group                  | 13.6 trillion  | 10.5 trillion           | IT                                              |
| Samsung Electro-Mechanics              | Samsung Group                  | 9.7 trillion   | 9.9 trillion            | Elektronik, elektroniska komponenter            |
| Hotel Shilla                           | Samsung Group                  | 3.8 trillion   | 2.6 trillion            | Hotell, tullfria tjänster, underhållning        |
| Hyundai Motor Company                  | Hyundai Motor Group            | 117.6 trillion | 233.6 trillion          | Bilar                                           |
| Kia                                    | Hyundai Motor Group            | 69.9 trillion  | 66.8 trillion           | Bilar                                           |
| Hyundai Mobis                          | Hyundai Motor Group            | 41.7 trillion  | 51.5 trillion           | Bildelar                                        |
| Hyundai Steel                          | Hyundai Motor Group            | 22.8 trillion  | 37.1 trillion           | Stål                                            |
| Hyundai Engineering &amp; Construction | Hyundai Motor Group            | 18.1 trillion  | 19.6 trillion           | Bygg                                            |
| Hyundai Glovis                         | Hyundai Motor Group            | 21.8 trillion  | 12.2 trillion           | Logistik                                        |
| SK Hynix                               | SK Group                       | 42.9 trillion  | 96.3 trillion           | Halvledare                                      |
| SK Innovation                          | SK Group                       | 46.8 trillion  | 49.5 trillion           | Energi, batterier                               |
| SK Telecom                             | SK Group                       | 16.7 trillion  | 30.9 trillion           | Teleokm                                         |
| SK Networks                            | SK Group                       | 11.1 trillion  | 9.4 trillion            | Handel, logistik                                |
| LG Electronics                         | LG Group                       | 74.7 trillion  | 53.5 trillion           | Elektronik                                      |
| LG Chem                                | LG Group                       | 42.7 trillion  | 51.1 trillion           | Kemikalier                                      |
| LG Display                             | LG Group                       | 29.8 trillion  | 38.2 trillion           | Display                                         |
| LG Energy Solution                     | LG                             | 17.9 trillion  | 23.8 trillion           | Batterier                                       |
| LG Uplus                               | LG                             | 13.9 trillion  | 19.4 trillion           | Telekom                                         |
| Lotte Shopping                         | Lotte Group                    | 15.6 trillion  | 33.4 trillion           | Detaljhandel                                    |
| Lotte Chemical                         | Lotte Group                    | 18.1 trillion  | 22.9 trillion           | Kemikalier                                      |
| Lotte Hotels &amp; Resorts             | Lotte Group                    | 4.2 trillion   | 18.3 trillion           | Hotell                                          |
| Lotte Life Insurance                   | Lotte Group                    | 3.5 trillion   | 18.9 trillion           | Försäkring                                      |
| Lotte Chilsung                         | Lotte Group                    | 2.5 trillion   | 3.6 trillion            | Mat                                             |
| Hanwha Corporation                     | Hanwha Group                   | 52.8 trillion  | 202.3 trillion          | Försvarssystem, sprängämnen, flyg- och rymdfart |
| Hanwha Life Insurance                  | Hanwha Group                   | 27.1 trillion  | 163.6 trillion          | Försäkring                                      |
| Hanwha Solutions                       | Hanwha Group                   | 10.7 trillion  | 20.0 trillion           | Förnybar energi                                 |
| GS Caltex                              | GS Group                       | 34.5 trillion  | 23.6 trillion           | Energi                                          |
| GS Construction                        | GS Group                       | 9.1 trillion   | 15.2 trillion           | Bygg                                            |
| GS Retail                              | GS Group                       | 9.8 trillion   | 9.5 trillion            | Detaljhandel                                    |
| Hyundai Heavy Industries               | Hyundai Heavy Industries Group | 8.3 trillion   | 13.8 trillion           | varvsindustrin, tunga industrier                |
| Hyundai Mipo Dockyard                  | Hyundai Heavy Industries Group | 2.9 trillion   | 4.3 trillion            | varvsindustrin, tunga industrier                |
| Hyundai Samho Heavy Industries         | Hyundai Heavy Industries Group | 4.1 trillion   | 5.0 trillion            | varvsindustrin, tunga industrier                |
| Hyundai Oilbank                        | Hyundai Heavy Industries Group | 20.6 trillion  | 18.2 trillion           | Energi                                          |
| Shinsegae                              | Shinsegae Group                | 6.3 trillion   | 13.6 trillion           | Detaljhandel, tullfri handel, varuhus           |
| E-mart                                 | Shinsegae Group                | 24.9 trillion  | 31.2 trillion           | Detaljhandel, mat                               |
| Josun Hotels &amp; Resorts             | Shinsegae Group                | 310.7 billion  | 1.6 trillion            | Hotell                                          |
| CJ CheilJedang                         | CJ Group                       | 26.3 trillion  | 26.9 trillion           | Mat, biokemikalier                              |
| CJ Daehan Express                      | CJ Group                       | 11.3 trillion  | 8.9 trillion            | Logistik                                        |
| CJ E&M                                 | CJ Group                       | 3.6 trillion   | 7.9 trillion            | Underhållning                                   |
| CJ CGV                                 | CJ Group                       | 736 billion    | 3.8 trillion            | Biografer                                       |
| Korean Air                             | Hanjin Group                   | 9.1 trillion   | 26.7 trillion           | Flygbolag                                       |
| Asiana Airlines                        | Hanjin Group                   | 4.3 trillion   | 13.1 trillion           | Flygbolag                                       |
| Hanjin                                 | Hanjin Group                   | 2.5 trillion   | 3.9 trillion            | Logistik                                        |

## Chaebols i populärkulturen
Liksom många andra konglomerat över hela världen har koreanska chaebols en närvaro i populära medier. Det finns ett stort antal K-draman som innehåller chaeboler och medlemmar i chaebol-familjen. Några av dessa program, inklusive A Business Proposal, Coffee Prince, What's Wrong with Secretary Kim, King the Land och The Heirs, skildrar livsstilen för chaebol-familjemedlemmar på ett komiskt sätt. Andra dramer porträtterar dock chaebol-familjemedlemmar som materialistiska och arroganta, inklusive Innocent Defendant, Remember, Vincenzo, Reborn Rich och Big Mouth, vilket återspeglar den enorma inkomstskillnaden och den politiska korruptionen i samband med chaeboler i Sydkorea.
Dessutom har många medlemmar i chaebol-familjen tagit till sociala medier som Instagram och Twitter, där de publicerar utdrag ur sina privatliv. Vissa chaeboler deltar också i populära sociala medietrender som mukbangs, vilket syns på den populära YouTube-kanalen 햄연지 YONJIHAM. Vissa har föreslagit att dessa försök att humanisera chaeboler är rent finansiella strategier.

### Allmänna och citerade referenser
- Beck, Peter M. "Tar Koreas Chaebol allvar med omstrukturering? "Presentation vid Korea 2000-konferensen, 30 maj 2000. Koreas ekonomiska institut i Amerika
- "Oavslutade affärer", The Economist, 17 april 2003
- "Webbplats: Sydkoreanska konglomerat", The Economist, 11 december 1997
- Whitmore, Stuart och Nakarmi, Laxmi. "Guide till grupperna: Hackordningen för de 20 bästa chaebolerna", Asiaweek, 10 oktober 1997.
- Sydkoreas Samsung-chef avgår efter korruptionsskandal

Den här artikeln är helt eller delvis baserad på material från engelskspråkiga Wikipedia, Chaebol, 13 juni 2025.